# 貓王 (1979年電影)
《貓王》（英語：Elvis）是一部1979年美國傳記電視電影。為約翰·卡本特執導，寇特·羅素主演，於ABC頻道首播。該片為羅素最後參演的電視作品，同時也是他與卡本特首次合作的作品。而羅素真實生活中的妻子莎森·赫布利和父親賓·羅素也於片中參演。該片敘述了歌手艾維斯·普里斯萊傳奇的一生。
其在美國的電視上成功後，《貓王》被戲劇性地發行了整個歐洲地區。電影被提名了金球獎最佳迷你影集或電視電影和三項艾美獎，其中包括羅素的迷你影集或電視電影最佳男主角提名。

## 劇情
故事敘述艾維斯·普里斯萊（寇特·羅素 飾）的傳奇一生，包括其搖滾職業生涯，以及他的平時生活、死亡。

## 演員
- 寇特·羅素 飾 艾維斯·普里斯萊
- 莎莉·溫德絲 飾 葛蕾蒂絲·普里斯萊
- 莎森·赫布利（英语：Season Hubley） 飾 普瑞希拉·普里斯萊
- 賓·羅素（英语：Bing Russell） 飾 弗農·普里斯萊

## 反響
《貓王》的評價和電視收視率都獲得正面的反響，而羅素的演出也獲得肯定。

## 外部連結
- 互联网电影数据库（IMDb）上《Elvis》的资料（英文）
- AllMovie上《Elvis》的资料（英文）